# 贾承造
贾承造（1948年3月10日—），中国石油地质与构造地质学家。出生于甘肃兰州。籍贯河北蔚县。1975年毕业于新疆工学院地质系，1987年获南京大学构造地质与地球物理专业博士学位。2003年当选为中国科学院院士。中国石油天然气股份有限公司副总裁兼中国石油勘探开发研究院院长。